# Natallja Arsenneva
Natallja Aljakseeŭna Arsenneva in bielorusso Наталля Аляксееўна Арсеннева? in Kušal (Baku, 20 settembre 1903 – Rochester, 25 luglio 1997) è stata una poetessa, traduttrice e drammaturga bielorussa.

## Biografia
Nacque a Baku, all'epoca nell'Impero russo, compì gli studi a Vilnius nel ginnasio bielorusso e all'università. Già negli anni '20 fu considerata una delle poetesse più promettenti in Bielorussia occidentale, gli anni '30 furono in particolar modo fruttuosi.
Nel 1940 in quanto moglie di un ufficiale polacco incarcerato, fu esiliata con i figli in Kazakistan.
Rientrò nel 1941 a Minsk grazie all'aiuto di altri scrittori bielorussi, soprattutto di Janka Kupala. Durante l'occupazione tedesca rimase a Minsk e collaborò con Belaruskaja hazeta ("Giornale bielorusso").
Nel 1944 emigrò in Germania, dove capitò in un campo di profughi (DP Camp), nel quale svolse alacremente varie attività culturali; nel 1949 si trasferì negli Stati Uniti. Lavorò nel giornale Biełarus, a Radio Free Europe e all'Istituto bielorusso di New York.
Si spense a Rochester.

## Opere
Pubblicò le raccolte poetiche: Pad sinim nebam (Sotto il cielo azzurro, 1927), Sjahonnja (Oggi, 1944), Miž berahami (Tra le rive, 1979), scrisse libretti per le opere liriche, pièce teatrali e altro. La sua opera caratterizzata dalla percezione metafisica e filosofica, ritornò a essere pubblicata in patria solo negli anni '80. Molti suoi versi, espressivi e melodiosi, diventarono canzoni.